# ژینو سیاردیس
ژینو سیاردیس (فرانسوی: Gino Sciardis‎; ۲۸ ژانویهٔ ۱۹۱۷ – ۹ ژانویهٔ ۱۹۶۸) دوچرخه‌سوار اهل فرانسه بود.